# The Fighter (film 2010)
The Fighter è un film del 2010 diretto da David O. Russell.
La pellicola è ispirata alla vita e alla storia sportiva del pugile americano di origine irlandese Micky Ward, campione nella categoria pesi leggeri, famoso per aver incontrato per tre volte il pugile di origine italiana Arturo Gatti, e del suo fratellastro, pugile per un breve periodo e allenatore di Ward, Dicky Eklund. Quest'ultimo nella sua breve carriera pugilistica si è scontrato con il campione del mondo degli anni settanta Sugar Ray Leonard.

## Trama
Dicky e Micky sono fratellastri ed entrambi pugili. Dicky, ormai ritiratosi dal ring e divenuto tossicodipendente, viene contattato dalla HBO per un documentario sulla sua vita, avendo in passato avuto un incontro (perso ai punti) con Sugar Ray Leonard. L'emittente televisiva lo segue nel suo quotidiano per diciotto mesi e in questo progetto vengono coinvolti anche Micky e tutta la famiglia.
Nel frattempo, Micky tenta una scalata al successo nel pugilato, seguendo i consigli della madre che gli fa da procuratore sportivo e del fratellastro che gli fa da allenatore. La loro presenza, invadente ed eccessiva, si rivela deleteria per la carriera di Micky, che, nonostante tutto rimane legato alla famiglia e ne segue i suggerimenti. Prima di un incontro nel quale verrà massacrato, Micky incontra Charlene, un'avvenente barista e inizia una relazione con lei. Durante la loro storia, lei gli aprirà gli occhi sulla realtà che lo circonda e lo spronerà sempre di più a compiere scelte autonome.
Intanto Dicky continua a perseverare nel considerarsi una leggenda locale. Una sera, trovandosi a corto di denaro, truffa e deruba uno sconosciuto e viene arrestato da una pattuglia di polizia che, dopo averlo inseguito e acciuffato, inizia a picchiarlo brutalmente. Micky, intervenuto per aiutarlo, subisce una grave ferita ad una mano. Questa ferita, e la sua lenta guarigione costituiscono il momento di svolta per Micky, che con l'ingombrante fratello in carcere, torna ad allenarsi con un nuovo team e a guadagnare fiducia in se stesso.
La sera della diretta televisiva del documentario su Dicky, questi si pregusta un momento di gloria, accolto nella stanza della televisione dall'entusiasmo generale degli altri detenuti. Il documentario però non glorifica i pochi successi sportivi del pugile, ma ne ritrae la profonda e drammatica tossicodipendenza da crack (dalla quale, tra l'altro, è uscito grazie all'astensione forzata del carcere). Questo filmato provocherà profondo turbamento nei due fratelli, nella madre Alice e nella famiglia in generale.
Quando Dicky esce di prigione però, Micky realizza l'importanza del suo ruolo nel suo successo e gli concede un'altra possibilità di allenarlo per l'incontro decisivo della sua vita da pugile. Dicky si rende conto che il protagonista non è più lui, ma il fratellastro e dopo aver riguadagnato la fiducia di Charlene, lo allena e gli fa da secondo sul ring. Micky vince l'incontro per il titolo WBU di pesi welter leggeri contro Shea Neary, riscattando la sua carriera e l'affetto della famiglia.

## Produzione
La pellicola doveva inizialmente essere diretta dal regista Darren Aronofsky, che nel 2008 diresse The Wrestler, e il ruolo di Eklund doveva essere affidato a Brad Pitt. L'attore rinunciò perché impegnato in altri progetti e al suo posto fu proposto Matt Damon. Dopo l'abbandono del regista newyorkese la regia del film venne affidata al regista e sceneggiatore di origine americana David O. Russell. Il ruolo del fratellastro di Mark Wahlberg venne infine affidato a Christian Bale che per interpretarlo si sottopose nuovamente ad una trasformazione drastica del suo fisico, come già aveva fatto nel 2004 per L'uomo senza sonno e nel 2006 per L'alba della libertà.
Per l'allenamento dei due protagonisti, la produzione si è affidata al pugile filippino Manny Pacquiao

## Colonna sonora
La colonna sonora del film è stata composta da Michael Brook. L'album, intitolato The Fighter: Music from the Motion Picture è distribuito sotto l'etichetta Relativity Records.

### Tracce
Di seguito le tracce contenute nell'album:
1. On the Couch - 1:13
2. First Kiss - 1:12
3. Not Going to Help - 1:00
4. Hand Beating - 1:11
5. Jail - 1:45
6. Detox - 0:55
7. He Slipped - 1:55
8. It's My Life - 2:23
9. Ladies Day Out - 1:09
10. Ward Vs. Sanchez - 2:05
11. Dickie Released - 1:56
12. Mickey Fires Dickie - 1:16
13. Cakewalk - 2:01
14. Ward Vs. Neary - 5:10

Nella versione scaricabile da iTunes è presente una traccia ulteriore:
1. Close Credit Alt (Bonus Version) - 1:06

Nel corso della pellicola sono stati inseriti diversi altri brani di vari artisti tra i quali Dropkick Murphys, Atlanta Rhythm Section, Keith St. John, The Breeders, Hall & Oates, Whitesnake, Led Zeppelin (con il brano Good Times Bad Times), Red Hot Chili Peppers, Aerosmith, Rolling Stones e Ben Harper.

## Distribuzione

### Date di uscita
La pellicola è uscita in anteprima in Russia il 10 giugno 2010 mentre negli Stati Uniti è uscita il 10 dicembre 2010 in una distribuzione limitata. In Italia è uscito il 4 marzo 2011.

## Accoglienza

### Incassi
The Fighter ha incassato negli Stati Uniti un totale di 93.617.009 dollari dopo l'uscita nelle sale cinematografiche. Costato circa 25 milioni, è stato distribuito in 2.534 sale. Nel primo fine settimana ha raggiunto la cifra di 12.135.468 dollari, l'incasso totale è di 129.190.869 dollari complessivi in tutto il mondo.

### Critica
La pellicola ha ricevuto ottime critiche con particolari apprezzamenti per la performance di Melissa Leo e Christian Bale, oltre a vincere numerosi premi, tra i quali il Golden Globe e il Premio Oscar per le loro interpretazioni, entrambi nelle categorie di attori non protagonisti.
Tra i vari critici, A. O. Scott (The New York Times) definisce la performance di Bale «stupefacente» e considera l'interpretazione della Leo «una formidabile presenza». Per David Ansen (Newsweek) l'intero cast è «esplosivo», soffermando la sua critica su Bale che «con la sua bravura ha oscurato la presenza fisica di Wahlberg» e affermando infine che Bale sia «l'attore più difficile del settore, ma spaventosamente bravo». Del ruolo di Melissa Leo invece afferma che «è quasi irriconoscibile, ma indimenticabile, senza nulla togliere ad una superba Amy Adams».
Secondo il sito Metacritic The Fighter ha ottenuto un punteggio positivo di 79/100 basato su 41 recensioni, mentre per Rotten Tomatoes il film riceve un punteggio del 90% su 219 articoli e l'89% di preferenze.

## Riconoscimenti
- 2011 - Premio Oscar
  - Miglior attore non protagonista a Christian Bale
  - Miglior attrice non protagonista a Melissa Leo
  - Nomination Miglior film a David Hoberman, Todd Lieberman e Mark Wahlberg
  - Nomination Migliore regia a David O. Russell
  - Nomination Miglior attrice non protagonista a Amy Adams
  - Nomination Migliore sceneggiatura originale a Keith Dorrington, Scott Silver, Paul Tamasy e Eric Johnson
  - Nomination Miglior montaggio a Pamela Martin
- 2011 - Golden Globe
  - Miglior attore non protagonista a Christian Bale
  - Miglior attrice non protagonista a Melissa Leo
  - Nomination Miglior film drammatico
  - Nomination Migliore regia a David O. Russell
  - Nomination Miglior attore in un film drammatico a Mark Wahlberg
  - Nomination Miglior attrice non protagonista a Amy Adams
- 2011 - Premio BAFTA
  - Nomination Miglior attore non protagonista a Christian Bale
  - Nomination Miglior attrice non protagonista a Amy Adams
  - Nomination Migliore sceneggiatura originale a Scott Silver, Paul Tamasy e Eric Johnson

- 2011 - Critics' Choice Movie Award
  - Miglior cast
  - Miglior attore non protagonista a Christian Bale
  - Miglior attrice non protagonista a Melissa Leo
  - Nomination Miglior film a David O. Russell
  - Nomination Miglior attrice non protagonista a Amy Adams
  - Nomination Migliore sceneggiatura originale a Keith Dorrington, Scott Silver, Paul Tamasy e Eric Johnson
- 2011 - MTV Movie Award
  - Nomination Miglior combattimento a Amy Adams
- 2010 - New York Film Critics Circle Award
  - Miglior attrice non protagonista a Melissa Leo
- 2011 - Screen Actors Guild Award
  - Miglior attore non protagonista a Christian Bale
  - Miglior attrice non protagonista a Melissa Leo
  - Nomination Miglior cast
  - Nomination Miglior attrice non protagonista a Amy Adams
- 2010 - National Board of Review Award
  - Migliori dieci film
  - Miglior attore non protagonista a Christian Bale
- 2010 - Satellite Award
  - Miglior attore non protagonista a Christian Bale
  - Nomination Miglior attrice non protagonista a Amy Adams

### Altri premi
- 2011 London Critics Circle Film Awards (ALFS Award)[16]:
  - Nomination miglior attore non protagonista Christian Bale;
- 2010 - Boston Society of Film Critics Awards:
  - Vinto miglior cast;
  - Vinto miglior attore non protagonista Christian Bale;
- 2010 - Washington DC Area Film Critics Association Awards:
  - Vinto miglior attrice non protagonista Melissa Leo;
  - Vinto miglior attore non protagonista Christian Bale;
  - Nomination miglior cast;
  - Nomination miglior attrice non protagonista Amy Adams;
- 2010 - Palm Springs International Film Festival:
  - Vinto miglior regia David O. Russell;
- 2010 Chicago Film Critics Association (CFCA Award)[17]:
  - Vinto miglior attore non protagonista Christian Bale;
  - Nomination miglior attrice non protagonista Amy Adams, Melissa Leo;
- 2010 Central Ohio Film Critics Association Awards (COFCA Award)[18]:
  - Vinto miglior cast;
  - Nomination miglior film;
  - Nomination miglior attore non protagonista Christian Bale;
  - Nomination miglior sceneggiatura originale;
  - Nomination miglior attrice non protagonista Amy Adams, Melissa Leo;
- 2010 Dallas-Fort Worth Film Critics Association Awards (DFWFCA Award)[19]:
  - Vinto miglior attore non protagonista Christian Bale;
  - Vinto miglior attrice non protagonista Melissa Leo;
- 2010 Florida Film Critics Circle Awards (FFCC Award)[20]:
  - Vinto miglior attore non protagonista Christian Bale;
  - Vinto miglior attrice non protagonista Melissa Leo;
- 2010 Las Vegas Film Critics Society (Sierra Award)[21]:
  - Vinto miglior attore non protagonista Christian Bale;
  - Vinto miglior attrice non protagonista Amy Adams;
  - Nomination miglior attrice non protagonista Melissa Leo;
  - Nomination miglior sceneggiatura originale;
- 2010 Online Film Critics Society Awards (OFCS Award)[22]:
  - Vinto miglior attore non protagonista Christian Bale;
  - Nomination miglior attrice non protagonista Amy Adams, Melissa Leo;
- 2010 Phoenix Film Critics Society Awards (PFCS Award)[23]:
  - Vinto miglior attore non protagonista Christian Bale;
  - Vinto miglior attrice non protagonista Melissa Leo;
  - Vinto miglior production design Guy Hendrix Dyas;
- 2010 San Diego Film Critics Society Awards (SDFCS Award)[24]:
  - Nomination miglior film;
  - Nomination miglior cast;
  - Nomination miglior attore non protagonista Christian Bale;
  - Nomination miglior attrice non protagonista Melissa Leo;